# Temporada 1949-50 de los St. Louis Bombers
La Temporada 1949-50 fue la cuarta de los St. Louis Bombers en la liga, la primera y última con la denominación NBA. La temporada regular acabó con 26 victorias y 42 derrotas, ocupando el quinto puesto de la División Central, no logrando clasificarse para los playoffs.

## Elecciones en elDraft
| Ronda | Puesto | Jugador        | Posición | Nacionalidad   | Universidad              |
| ----- | ------ | -------------- | -------- | -------------- | ------------------------ |
| T     | -      | Ed Macauley    | F/C      | Estados Unidos | Saint Louis              |
| 2     | 20     | Johnny Orr     | F        | Estados Unidos | Beloit College           |
| 5     | 53     | Earl Dodd      | F        | Estados Unidos | Northeast Missouri State |
| 7     | 67     | John Pritchard | F        | Estados Unidos | Drake                    |
| -     | -      | Marv Schatzman | F        | Estados Unidos | Saint Louis              |

## Temporada regular
| División Central     | División Central | División Central | División Central | División Central | División Central | División Central | División Central | División Central |
| Equipo               | G                | P                | %                | PD               | Casa             | Fuera            | Neutral          | Div              |
| -------------------- | ---------------- | ---------------- | ---------------- | ---------------- | ---------------- | ---------------- | ---------------- | ---------------- |
| x-Minneapolis Lakers | 51               | 17               | .750             | -                | 30-1             | 18-16            | 3-0              | 16-8             |
| x-Rochester Royals   | 51               | 17               | .750             | -                | 33-1             | 17-6             | 1-0              | 15-9             |
| x-Fort Wayne Pistons | 40               | 28               | .588             | 11               | 28-6             | 12-22            | -                | 14-10            |
| x-Chicago Stags      | 40               | 28               | .588             | 11               | 18-6             | 14–21            | 8-1              | 11-13            |
| St. Louis Bombers    | 26               | 42               | .382             | 25               | 17-14            | 7–26             | 2-2              | 4-20             |

## Estadísticas
| Rk | Jugador          | Edad | P  | PT | MP | TC  | TCI  | %TC  | 3P | 3PI | %3P | TL  | TLI | %TL  | RO | RD | RT | AS  | RB | TAP | BP | FP  | PTS  |
| -- | ---------------- | ---- | -- | -- | -- | --- | ---- | ---- | -- | --- | --- | --- | --- | ---- | -- | -- | -- | --- | -- | --- | -- | --- | ---- |
| 1  | Ed Macauley      | 21   | 67 |    |    | 5.2 | 13.2 | .398 |    |     |     | 5.7 | 7.9 | .718 |    |    |    | 3.0 |    |     |    | 3.3 | 16.1 |
| 2  | Belus Smawley    | 31   | 61 |    |    | 4.7 | 13.6 | .345 |    |     |     | 4.3 | 5.1 | .828 |    |    |    | 3.5 |    |     |    | 2.6 | 13.7 |
| 3  | John Logan       | 29   | 62 |    |    | 4.0 | 12.2 | .331 |    |     |     | 4.1 | 5.2 | .783 |    |    |    | 3.9 |    |     |    | 3.3 | 12.2 |
| 4  | Red Rocha        | 26   | 65 |    |    | 4.2 | 10.4 | .405 |    |     |     | 3.4 | 4.8 | .703 |    |    |    | 2.4 |    |     |    | 4.0 | 11.8 |
| 5  | Ariel Maughan    | 26   | 68 |    |    | 2.4 | 8.4  | .279 |    |     |     | 2.3 | 3.0 | .766 |    |    |    | 1.5 |    |     |    | 2.6 | 7.0  |
| 6  | Mike Todorovich  | 26   | 14 |    |    | 2.2 | 8.3  | .267 |    |     |     | 2.5 | 4.0 | .625 |    |    |    | 1.4 |    |     |    | 3.4 | 6.9  |
| 7  | Easy Parham      | 28   | 66 |    |    | 2.1 | 6.4  | .325 |    |     |     | 1.3 | 2.7 | .494 |    |    |    | 2.0 |    |     |    | 2.4 | 5.5  |
| 8  | Dermie O'Connell | 21   | 24 |    |    | 1.6 | 6.3  | .260 |    |     |     | 0.6 | 1.3 | .452 |    |    |    | 1.1 |    |     |    | 1.2 | 3.8  |
| 9  | Bill Roberts     | 24   | 67 |    |    | 1.1 | 3.3  | .347 |    |     |     | 0.4 | 0.6 | .718 |    |    |    | 0.4 |    |     |    | 1.3 | 2.7  |
| 10 | Don Putman       | 27   | 57 |    |    | 0.9 | 3.5  | .255 |    |     |     | 0.6 | 0.9 | .635 |    |    |    | 1.6 |    |     |    | 2.0 | 2.4  |
| 11 | Mac Otten        | 24   | 47 |    |    | 0.8 | 2.6  | .322 |    |     |     | 0.5 | 1.3 | .424 |    |    |    | 0.5 |    |     |    | 2.0 | 2.2  |
| 12 | D.C. Wilcutt     | 26   | 37 |    |    | 0.6 | 2.0  | .329 |    |     |     | 0.8 | 1.1 | .690 |    |    |    | 1.3 |    |     |    | 0.7 | 2.1  |
| 13 | Johnny Orr       | 22   | 21 |    |    | 0.8 | 2.2  | .362 |    |     |     | 0.3 | 0.3 | .857 |    |    |    | 0.3 |    |     |    | 0.9 | 1.9  |
| 14 | Mike McCarron    | 27   | 5  |    |    | 0.4 | 2.0  | .200 |    |     |     | 0.2 | 0.4 | .500 |    |    |    | 0.4 |    |     |    | 0.0 | 1.0  |